# Липине (Джурдженоваць)
45°34′ пн. ш. 18°08′ сх. д. / 45.57° пн. ш. 18.14° сх. д.
Липине (хорв. Lipine) — населений пункт у Хорватії, в Осієцько-Баранській жупанії у складі громади Джурдженоваць.

## Населення
Населення за даними перепису 2011 року становило 68 осіб.
Динаміка чисельності населення поселення:

## Клімат
Середня річна температура становить 11,12 °C, середня максимальна – 25,37 °C, а середня мінімальна – -5,86 °C. Середня річна кількість опадів – 691 мм.
| Клімат поселення                              | Клімат поселення | Клімат поселення | Клімат поселення | Клімат поселення | Клімат поселення | Клімат поселення | Клімат поселення | Клімат поселення | Клімат поселення | Клімат поселення | Клімат поселення | Клімат поселення | Клімат поселення |
| Показник                                      | Січ.             | Лют.             | Бер.             | Квіт.            | Трав.            | Черв.            | Лип.             | Серп.            | Вер.             | Жовт.            | Лист.            | Груд.            |                  |
| Середній максимум, °C                         | 5,72             | 7,96             | 12,50            | 17,14            | 22,21            | 25,37            | 25,31            | 24,75            | 20,51            | 15,20            | 9,30             | 5,30             |                  |
| Середня температура, °C                       | −0,08            | 2,20             | 6,70             | 11,34            | 16,43            | 19,60            | 21,44            | 20,92            | 16,70            | 11,33            | 5,45             | 1,44             |                  |
| Середній мінімум, °C                          | −5,86            | −3,64            | 0,89             | 5,54             | 10,62            | 13,80            | 17,59            | 17,04            | 12,83            | 7,49             | 1,59             | −2,4             |                  |
| Норма опадів, мм                              | 43               | 40               | 42               | 53               | 65               | 89               | 62               | 62               | 52               | 60               | 69               | 54               |                  |
| Середньомісячна швидкість вітру, м/с          | 2.20             | 2.48             | 2.72             | 2.66             | 2.32             | 2.20             | 2.10             | 1.90             | 1.90             | 2.00             | 2.14             | 2.28             |                  |
| Середньомісячна сонячна радіація, кДж/м²·день | 4171             | 6857             | 10757            | 15308            | 19318            | 21336            | 22308            | 20159            | 14905            | 9184             | 4704             | 3506             |                  |
| --------------------------------------------- | ---------------- | ---------------- | ---------------- | ---------------- | ---------------- | ---------------- | ---------------- | ---------------- | ---------------- | ---------------- | ---------------- | ---------------- | ---------------- |
| Джерело:                                      |                  |                  |                  |                  |                  |                  |                  |                  |                  |                  |                  |                  |                  |